# Dêqên
Dêqên (en chino:德钦县, pinyin:Déqīn xiàn, tibetano:བདེ་ཆེན་རྫོང) es un condado bajo la administración directa de la prefectura autónoma de Dêqên. Se ubica al norte de la provincia de Yunnan, sur de la República Popular China. Su área es de 7569 km² y su población total para 2010 fue +60 mil habitantes.

## Administración
El condado Dêqên se divide en 8 pueblos que se administran en 2 poblados y 6 villas. 